# Sweetwater (Texas)
Sweetwater é uma cidade localizada no estado norte-americano de Texas, no Condado de Nolan.

## Demografia
Segundo o censo norte-americano de 2000, a sua população era de 11.415 habitantes.
Em 2006, foi estimada uma população de 10.623, um decréscimo de 792 (-6.9%).

## Geografia
De acordo com o United States Census Bureau tem uma área de
25,9 km², dos quais 25,9 km² cobertos por terra e 0,0 km² cobertos por água. Sweetwater localiza-se a aproximadamente 661 m acima do nível do mar.

## Localidades na vizinhança
O diagrama seguinte representa as localidades num raio de 36 km ao redor de Sweetwater.